# Liste de théâtres
 (mars 2014).
Si vous disposez d'ouvrages ou d'articles de référence ou si vous connaissez des sites web de qualité traitant du thème abordé ici, merci de compléter l'article en donnant les références utiles à sa vérifiabilité et en les liant à la section « Notes et références ».
On appelle théâtre un bâtiment spécialement conçu pour la représentation de pièces de théâtre ou d'opéras.
Par leur architecture ou leur passé théâtral les plus grandes scènes théâtrales[Quoi ?][réf. nécessaire] :
- Le théâtre de l'Abbaye (Dublin)
- Le Berliner Ensemble (Berlin)
- Le Bolchoï (Moscou)
- Le théâtre Mariinsky (Saint-Pétersbourg)
- Le théâtre Ledoux (Besançon)
- La Comédie-Française (Paris)
- La Criée (Marseille)
- Le théâtre d'Épidaure (Grèce)
- La Fenice (Venise)
- Le Théâtre Vidy-Lausanne (Lausanne)
- Le théâtre du Globe (Londres)
- Le théâtre du Jorat (Mézières)
- Le Théâtre du Pont de Sèvres (Sèvres)
- Le Kabuki-za (Tokyo)
- Le théâtre de Marcellus (Rome)
- La Monnaie (Bruxelles)
- L'Opéra Bastille (Paris)
- L'Opéra de Pékin (Chine)
- Le Palais Garnier (Paris)
- Le théâtre du Peuple (Bussang)
- La Scala (Milan)
- L'A Stazzona (Olmi-Cappella)
- La Schaubühne (Berlin)